# Jirō Hiratsuka
Jirō Hiratsuka (jap. 平塚 次郎, Hiratsuka Jirō; * 2. Dezember 1979 in der Präfektur Saitama) ist ein ehemaliger japanischer Fußballspieler.

## Karriere
Hiratsuka erlernte das Fußballspielen in der Jugendmannschaft von Bellmare Hiratsuka. Seinen ersten Vertrag unterschrieb er 1998 bei den Bellmare Hiratsuka (heute: Shonan Bellmare). Der Verein spielte in der höchsten Liga des Landes, der J1 League. Am Ende der Saison 1999 stieg der Verein in die J2 League ab. Für den Verein absolvierte er 11 Spiele. 2001 wechselte er zum Drittligisten Jatco FC. Für den Verein absolvierte er 71 Spiele. Ende 2003 beendete er seine Karriere als Fußballspieler.